# やかまし村の子どもたち
『やかまし村の子どもたち』（やかましむらのこどもたち、典: Alla vi barn i Bullerbyn）は、スウェーデンの作家アストリッド・リンドグレーンによる児童文学シリーズである。
スウェーデンで1947年に出版され、その後39の言語に翻訳された。

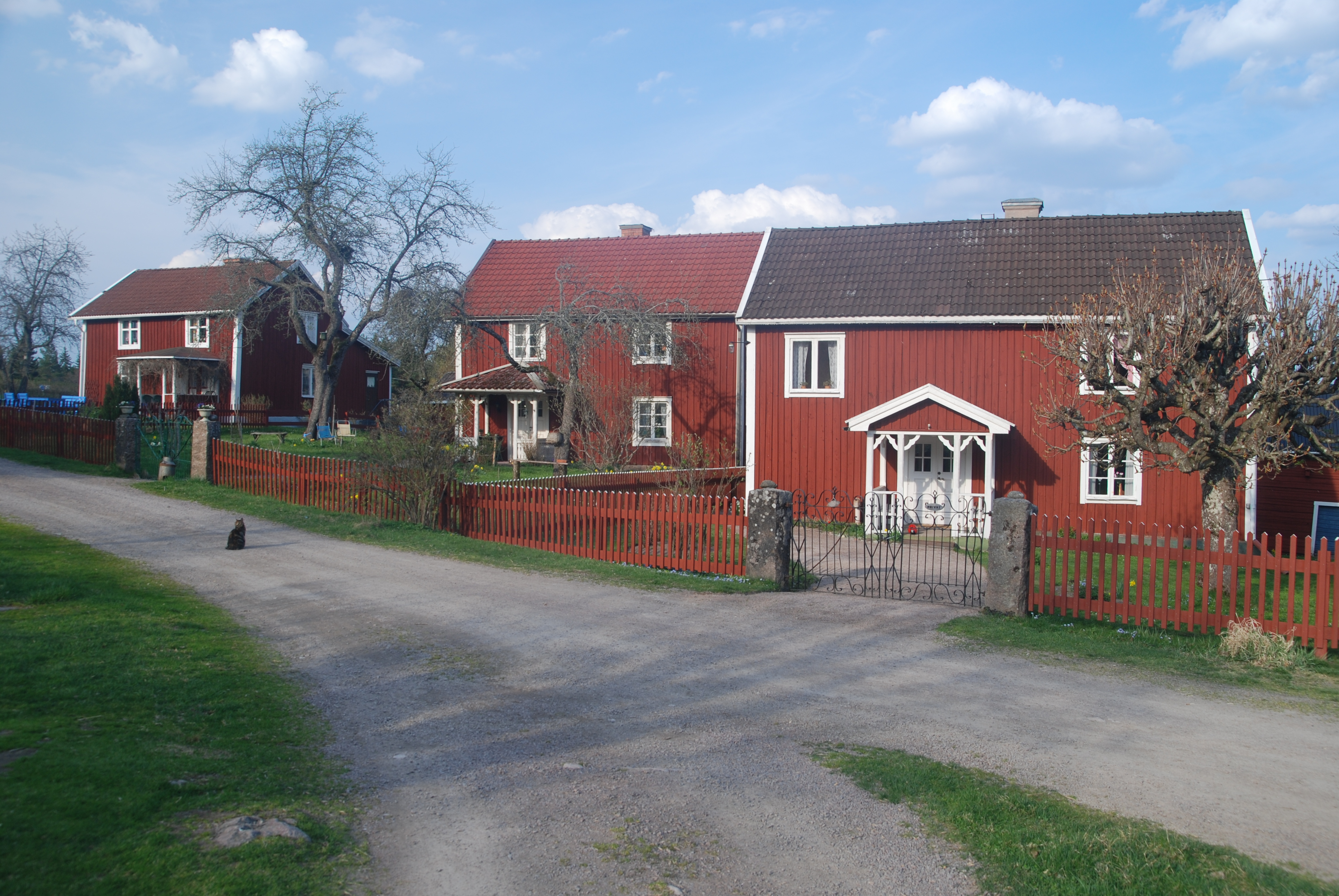
やかまし村のモデルとなったセヴェドストルプにある家（2009年）

これらの本は、スウェーデンの小さく辺鄙な村に住む6人の子供達を描いている。ときはスウェーデンが比較的穏かであった1930年代末であるが、戦争が「もうすぐ始まる」ことが子どもたちが読んでいる新聞で手短かに言及される。この農村世界は未だに産業革命前の状態（トラクターも収穫機もない）であるが、村には車があり、店も利用可能である。
物語の語り手はリーサという名前の女の子であり、スウェーデンの小じんまりとした村「やかまし村」（スウェーデン語でBullerbyn）での生活と冒険を読者に語ってくれる。村には3軒の家が並んでおり、そこに7人の子供と両親、家政婦が住んでいる。子どもたちは、リーサと兄のラッセとボッセ、ブリッタとアンナの姉妹、そしてウッレと妹のシャスティンである。
やかまし村は、リンドグレーンの父親が育ったセヴェドストルプと呼ばれる小さな村と同一である（リンドグレーンが生まれたヴィンメルビューや育ったノースの村から16 kmの距離にある）。 今日でも、物語に登場する3つの家は、アストリッド・リンドグレーンの祖父母が住んでいたセヴェドストルプに残っている。

## 本
やかまし村での出来事は3冊の本で描かれる。
- 1947年『やかまし村の子どもたち』原題: Alla vi barn i Bullerbyn（わたしたちみんなやかまし村の子ども）
- 1949年『やかまし村の春夏秋冬（はるなつあきふゆ）』原題: Mera om oss barn i Bullerbyn（やかまし村のわたしたち子どもについてもっとたくさん）
- 1952年『やかまし村はいつもにぎやか』原題: Bara roligt i Bullerbyn（やかまし村はいつだって楽しい）

上記の3冊の内容を含む総集編がスウェーデンで出版された。
- 1961年『やかまし村の本』原題: Bullerbyboken（オムニバス）（絵: イロン・ヴィークランド）

やかまし村を舞台とした絵本・児童書が3冊出版されている。
- 1963年『やかまし村のクリスマス（Jul i Bullerbyn）』（絵: イロン・ヴィークランド）、日本語訳版: おざきよし（翻訳）、ポプラ社、2003年、ISBN 978-4591078891
- 1965年『やかまし村の春（Vår i Bullerbyn）』（絵: イロン・ヴィークランド）、日本語訳版: すずきてつろう（翻訳）、ポプラ社、1967年
- 1966年『やかましむらのこどもの日（Barnens dag i Bullerbyn）』（絵: イロン・ヴィークランド）、日本語訳版: やまのうちきよこ（翻訳）、偕成社、1983年、ISBN 4-03-431060-X

## 登場人物

### 北屋敷
ブリッタとアンナ
2人姉妹
エリックとグレタ
ブリッタとアンナの両親
おじいちゃん
おじいちゃんは80歳で、実際にはブリッタとアンナの祖父であるが、すべての子供たちから「おじいちゃん」と呼ばれている。本名はアンデシュ・ヨハン・アンデション。とても視力が衰えているため、女の子たちは新聞を読んであげた。
カッレ
めったに言及されない作男

### 中屋敷
リーサ
本の語り手であり、中屋敷で唯一の女の子。
ラッセとボッセ
リーサの2人の兄。ラッセが長兄、ボッセが次兄。ラッセは多くの点でアストリッド・リンドグレーンの兄グンナル・エリクソンの子供時代の肖像画と言っても過言ではない。
父さんと母さん
リーサ、ラッセ、ボッセの両親。本では名前は書かれていない。彼らの娘が物語を語っているため、単に「母さん」と「父さん」と呼ばれている。映画版で初めて名前が「アンデシュとマヤ」と示された。
アグダ
中屋敷に住むお手つだいさん
オスカル
中屋敷に住む作男

### 南屋敷
ウッレ（オッレ）
南屋敷で一番上の子供。動物が大好き。新版で「ウッレ」に変更された。
シャスティン（ケルスティン）
ウッレの妹で他の子供たちよりずっと幼い。シャスティンが生まれたとき、ラッセは現在、やかまし村には「6人半の子供たち」がいると言った。大塚勇三訳版では「ケルスティン」とされていたが、スウェーデン語の人名Kerstinの発音は/²ɕæʂtɪn/（"シャシュティン" に近い）であるため、石井登志子訳版では「シャスティン」に変更された。
ニルスとリーサ
ウッレとシャスティンの両親

## 映像化
- 1960年 – 『やかまし村の子どもたち（英語版）』（スウェーデンのテレビシリーズとそれを再編集したテレビ映画）
- 1986年 – 『やかまし村の子どもたち』（映画）
- 1987年 – 『やかまし村の春・夏・秋・冬』（映画）

## 日本語訳

### リンドグレーン作品集
- 『やかまし村の子どもたち（リンドグレーン作品集 (4)）』、イロン・ヴィークランド（イラスト）、大塚勇三（翻訳）、岩波書店、1965年、ISBN 978-4001150643
- 『やかまし村の春・夏・秋・冬（リンドグレーン作品集 (5)）』、イロン・ヴィークランド（イラスト）、大塚勇三（翻訳）、岩波書店、1965年、ISBN 978-4001150650
- 『やかまし村はいつもにぎやか（リンドグレーン作品集 (6)）』、イロン・ヴィークランド（イラスト）、大塚勇三（翻訳）、岩波書店、1965年、ISBN 978-4001150667

### リンドグレーン・コレクション
- 『やかまし村の子どもたち』、イングリッド・ヴァン・ニイマン（イラスト）、石井登志子（翻訳）、岩波書店、2019年、ISBN 978-4001157345
- 『やかまし村の春夏秋冬』、イングリッド・ヴァン・ニイマン（イラスト）、石井登志子（翻訳）、岩波書店、2019年、ISBN 978-4001157352
- 『やかまし村はいつもにぎやか』、イングリッド・ヴァン・ニイマン（イラスト）、石井登志子（翻訳）、岩波書店、2020年、ISBN 978-4001157369